# Hilda Viñas
Hilda Viñas (Uruguay; 1918 - Buenos Aires, Argentina; 19 de septiembre de 1990) fue una actriz y humorista uruguaya que hizo una extensa carrera en Argentina.

## Carrera
Viñas actuó en radio, teatro, televisión y cine componiendo variados personajes cómicos.

### Radio
Se inició junto con el gran cómico Pepe Arias y el músico Agustín Irusta en Radio Belgrano, contratada por Jaime Yankelevich.
En la década del '40 hizo del papel de "Miss Campeonato" en el programa de Radio Belgrano, Gran Pensión El Campeonato, creada por Tito Martínez del Box, junto con Antonia Volpe, Félix Mutarelli, Héctor Ferraro, Tino Tori, Roberto Fugazot y Zelmar Gueñol.
Fue protagonista en radio en 1950 con La familia Rampullet, con el papel de la esposa de Rampullet, junto con Tomás Simari, Nelly Beltrán, Jorge Marchesini, entre otros.
Por Radio El Mundo hizo La Cacería de los quinientos mil pesos, junto a su amigo Guido Gorgatti, Osvaldo Canónico y a Antonio Carrizo. Luego entre 1946 y 1963 participó en el programa cómico El Relámpago junto con un elenco.
También en radio en 1952 hizo La Revista Dislocada en su versión radial. Trabajó en radio programa federal en compañía de Fidel Pintos y Mabel Landó.
En la década de 1960 integró en Radio Belgrano, La escuelita humorísitica de Julio Porter, con Pepe Arias, Luis García Bosch, Pablo Cumo, Anita Beltrán, Marga de los Llanos, Marianito Bauzá y Raúl Muller.

### Filmografía
- 1938: El casamiento de Chichilo
- 1949: Imitaciones peligrosas
- 1966: De profesión sospechosos, en el papel de una de las chismosas.[4]
- 1973: Yo gané el prode... y Ud.?

### Televisión
- 1952 y 1973: La Revista Dislocada
- 1960: Cacería en TV
- 1962: TV Risas
- 1965: Su comedia favorita
- 1968/1973: Viernes de Pacheco como Lucía[5]
- 1970: La cantina de Calígula
- 1971: Usted y Landriscina
- 1971: Viernes de Pacheco, en el episodio Giuanín, rey de las pizzas.
- 1971: ¡Qué viudita es mi mamá!, con Leonor Manso, Pablo Alarcón y César de Lellis. Emitido por Canal 7.
- 1973: Claudia y yo  como Eduviges
- 1973: Alta Comedia en el papel de Northrop
- 1974: Casada por poder
- 1979: Propiedad horizontal en el papel de la abuela Teodora
- 1980/1981: Estación Terminal	como Rosa
- 1981: El teatro de Mercedes Carreras como Mercedes
- 1981: El ciclo de Guillermo Bredeston y Nora Cárpena
- 1983: Domingos de Pacheco
- 1984: Me niego a perderte por Canal 9, en el papel de una cantante de boleros retirada "Reina del Mar".
- 1984/1987: Hiperhumor, donde se hizo popular por el papel de una enfermera torpe y malhablada.
- 1985: Recreo 11
- 1987: No toca botón , donde interpretó varios personajes.[6]
- 1989: Las comedias de Darío Vittori (El teatro de Darío Vittori) como Mamá Palmira

También formó parte de programas humorísticos Humorama, junto a Juan Carlos De Seta, Marianito Bauzá, Gogó Andreu y Atilio Marinelli.Y TV risas, con Alberto Locati, Marianito Bauzá,  Beto Gianola, Vicente La Russa y Ulises Dumont, entre otros.

### Teatro
- Fiebre de heno, dirigida por China Zorrilla en el papel de una mucama.
- Moliére
- A La Boca con cariño (1976?, se representa “”, junto a Héctor Botta, Nelly Panizza y Julio López. Con dirección musical a cargo de Víctor Buchino.[7]

## Nominaciones
En 1960 fue nominada por Aptra a los Premios Martín Fierro como mejor actriz cómica, siendo finalmente la gandora Nelly Beltrán.

## Fallecimiento
Falleció  en 1990 en la capital porteña tras una larga dolencia. Sus restos descansan en el Panteón de la Asociación Argentina de Actores del Cementerio de la Chacarita. Tenía 72 años. Fue una fervorosa católica, colaboradora en la Parroquia Santa Lucía en tareas pastorales.